# Amanullah Asaduzzaman
Amanullah Asaduzzaman (en bengali : আমানুল্লাহ মোহাম্মদ আসাদুজ্জামান) est un militant pakistanais et bengali, né le 10 juin 1942 à Shibpur et mort à Dacca le 20 janvier 1969, tué par la police lors d'une manifestation étudiante, dans le cadre du mouvement de 1968 au Pakistan.
Asaduzzaman est un dirigeant syndicaliste étudiant engagé au sein du mouvement de protestation. Le 4 janvier 1969, il fait partie des syndicalistes annonçant le « programme en onze points », une prolongation du mouvement en six points de la Ligue Awami, demandant une forte autonomie pour la province du Bengale oriental (ou Pakistan oriental). 
Sa mort va renforcer le mouvement de protestation, qui mènera à la démission du président Muhammad Ayub Khan, puis aux élections de 1970 débouchant sur une impasse, et donc à la guerre de libération du Bangladesh. Il est érigé en héros du Bangladesh en étant récipiendaire à titre posthume de l'Independence Day Award.